# I Never Met the Dead Man
«I Never Met the Dead Man» (с англ. — «Я никогда не встречал этого мертвеца») — вторая серия первого сезона мультсериала «Гриффины». Премьерный показ состоялся 11 апреля 1999 года на канале FOX. 

## Сюжет
Лоис, раздражённая тем, что Питер проводит больше времени с телевизором, чем с семьёй, предлагает ему научить Мег водить машину. Тот соглашается и даёт Мег уроки вождения, после которых та проваливает экзамен по вождению.
На обратном пути Питер врезается в телевизионный передатчик, в результате чего весь Куахог остается без телевидения.
Тем временем Стьюи изобретает машину корректировки погоды, призванную уничтожить весь урожай брокколи (которую он ненавидит) на Земле.
Питер уговаривает Мег взять вину за содеянное на себя. Когда об этом узнаёт Лоис, она очень злится.
Тем временем Стьюи крадет из гаража покорёженную спутниковую тарелку (её случайно притащил за собой Питер) для усиления сигнала своего прибора.
Питер настолько страдает от утраты телевидения, что даже звонит приятелю в Бостон, чтобы тот пересказал ему последнюю серию «Полицейского Управления Нью-Йорка» (NYPD Blue). В итоге Питер изобретает приспособление, заменяющее ему потерю: картонную раму, которую он закрепляет перед собой таким образом, что теперь весь мир перед ним, как на экране, куда бы он ни пошел, и что бы он ни увидел.
Тем временем Мег, не вынеся всеобщего презрения, признаётся, что в поломке телевизионного передатчика виновна не она, а её отец, чем ополчает весь город против Питера. К счастью, Лоис спасает мужа, произнеся перед всеми пламенную речь о том, как телевидение лишает людей радостей реальной жизни. Эта речь производит на самого Питера настолько сильное впечатление, что теперь он не даёт покоя своей семье, таская их с мероприятия на мероприятие. Когда семья не выдерживает этого, Питер уходит вместе с Уильямом Шетнером.
Тем временем аппарат Стьюи вызывает сильную бурю с грозой, и молния уничтожает «машину погоды». В этот же шторм попадает Питер с Шатнером и Лоис с Мег во время урока вождения. Мег насмерть сбивает Шатнера, не справившись с управлением. В больнице загипсованному и беспомощному Питеру медсестра-«доброжелатель» включает телевизор, который ему волей-неволей приходится смотреть. Очень скоро Питер снова впадает в былую «телевизионную зависимость», к облегчению своей семьи.

## Создание
Автор сценария: Крис Шеридан
Режиссёр: Майкл Данте ДиМартино
Приглашенные знаменитости: Эрик Эстрада, Фрэнк Уэлкер и Аарон Ластиг